# La Fontaine des corolles
La Fontaine des corolles est une œuvre de Louis Leygue. C'est l'une des œuvres d'art de la Défense, en France.

## Description
L'œuvre est située au bas de la tour Europe, sur la place des Corolles. Il s'agit d'une sculpture monumentale en cuivre.

## Historique
L'œuvre est installée en 1973.